# Pia Zimmermann
Pia Zimmermann (nascida em 17 de setembro de 1956) é uma política alemã. Nascida em Braunschweig, Baixa Saxónia, ela representa a Esquerda. Pia Zimmermann serve como membro do Bundestag do estado da Baixa Saxônia desde 2013.

## Vida
Zimmermann concluiu o ensino médio em 1972, seguido por uma formação comercial, que concluiu em 1975. Após concluir a formação, ela foi aprovada no exame final da segunda via educacional e estudou serviço social de 1980 a 1984. Depois dos seus estudos, ela trabalhou como membro da equipa de auxílio a deficientes até 1999. Depois disso, ela procurou emprego até 2005 e formou-se como designer de mídia. Depois de concluir esta formação, ela trabalhou no escritório constituinte de Dorothée Menzner, membro do Bundestag. Ela tornou-se membro do bundestag após as eleições federais alemãs de 2013. Ela é membro do Comité de Saúde.